# Hydaticus speciosus
Hydaticus speciosus är en skalbaggsart som beskrevs av Régimbart 1895. Hydaticus speciosus ingår i släktet Hydaticus och familjen dykare. Inga underarter finns listade i Catalogue of Life.